# 威廉·托马斯·科斯格雷夫

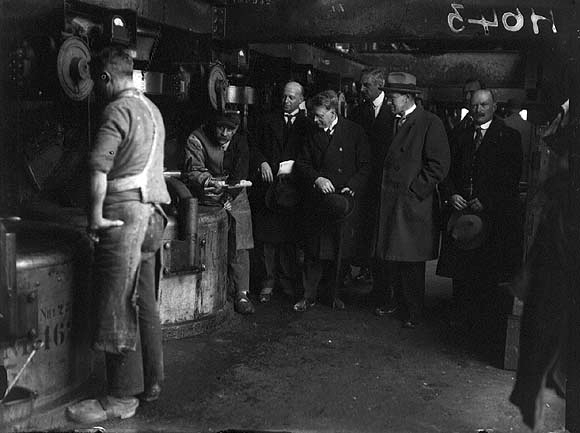
1926年10月，科斯格雷夫参观卡洛郡的甜菜加工厂。

威廉·托马斯·科斯格雷夫（1880年6月5日—1965年11月16日），是一位爱尔兰政治家，他于1922年至1932年担任爱尔兰自由邦行政会议主席，1932年下野后成为爱尔兰反对党领袖。他是盖尔人协会以及后来的爱尔兰统一党的创始人之一。

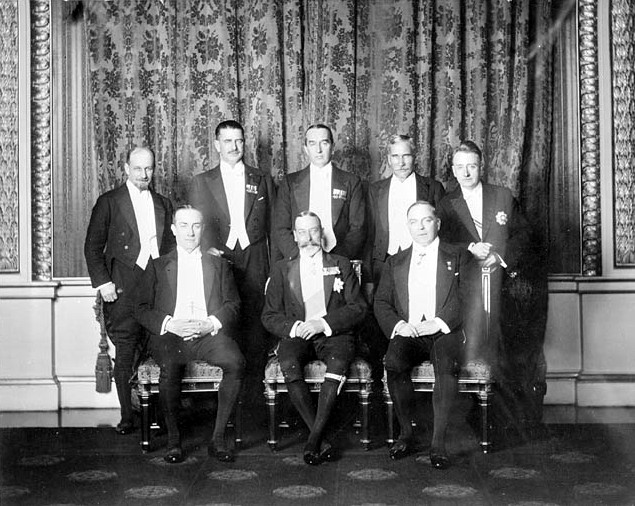
科斯格雷夫代表爱尔兰自由邦出席1926年在伦敦举行的帝国会议（后排右一）

虽然科斯格雷夫从未正式担任过爱尔兰总理的职务（爱尔兰总理的设立始于1937年宪法规定），但由于他是爱尔兰自由邦第一任政府首脑，因此亦被认为是爱尔兰独立后的首任总理。他的儿子利亚姆·科斯格雷夫也曾在1973年至1977年期间担任总理。

## 延伸阅读
- W. T. Cosgrave 1880–1965: Founder of Modern Ireland by Anthony Jordan (2006)
- Judging W. T. Cosgrave: The Foundation of the Irish State by Michael Laffan (2014)